# Liste von Batterie-Speicherkraftwerken

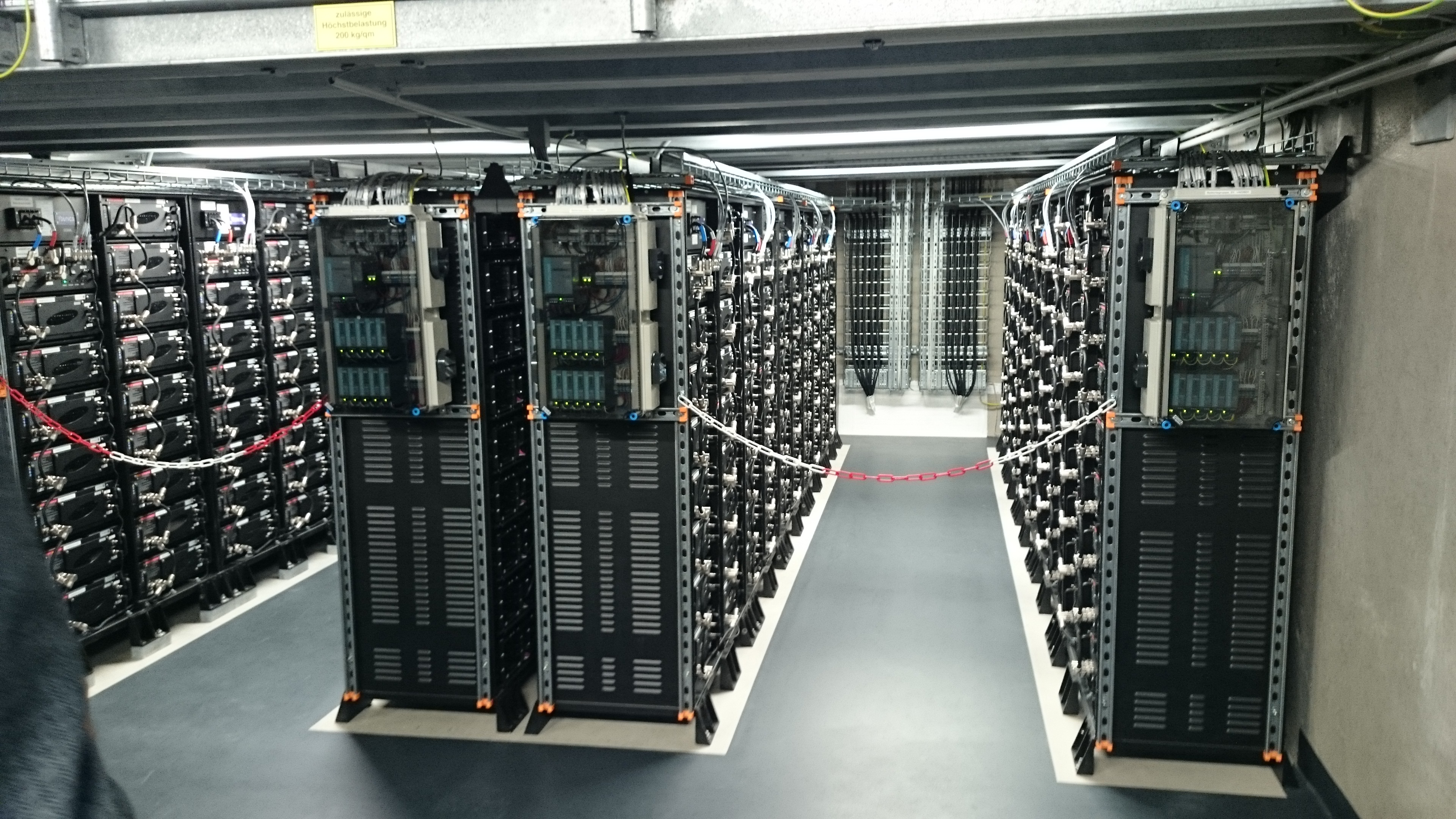
Batterie-Speicherkraftwerk in Schwerin

Die Liste von Batterie-Speicherkraftwerken enthält einzelne Beispiele von Batterie-Speicherkraftwerken aus Deutschland oder weltweit. Batterie-Speicherkraftwerke sind Speicherkraftwerke, die zur Energiespeicherung Akkumulatoren und damit elektrochemische Systeme verwenden. Hauptaufgabe des Speichers ist die preisgünstige Erbringung von Systemdienstleistungen. D. h. Lastspitzen in der Energienachfrage abzufedern, Spannungs- und Blindleistungsregelung, Frequenzstabilisierung des Stromnetzes und Vermeidung von zusätzlichem Netzausbau.
Ende 2023 waren im Energiesystem weltweit mehr als 85 GW Batteriespeicher installiert. Alleine 2023 wurden Batteriespeicher (vom Großspeicher bis zu heimischen Solarbatterien) mit einer Leistung von rund 41,5 GW neu zugebaut, mehr als doppelt so viel wie 2022 (17,6 GW).  Daher kann hier nur eine kleine Auswahl aus der Vielzahl von Kraftwerken vorgestellt werden, darunter besonders leistungsstarke oder für den deutschsprachigen Raum bedeutende Anlagen.
Eine Liste, die sämtliche Systeme erfassen will, wird als Datenbank des Energieministeriums der Vereinigten Staaten online zugänglich gemacht. Das deutsche Marktstammdatenregister gibt im Oktober 2024 ca. 1,5 Mio. Speicheranlagen mit einer Gesamtleistung von ca. 10 Gigawatt an.

## Weltweit größte Anlagen
| Name                                   | Energie- inhalt | Peak- leistung | Land       | Ort                        | Inbetrieb- nahme | Beschreibung                                                                                |
| -------------------------------------- | --------------- | -------------- | ---------- | -------------------------- | ---------------- | ------------------------------------------------------------------------------------------- |
| Edwards & Sanborn                      | 3300 MWh        | 1300 MW        | USA        | Kalifornien: Kern County   | 2024             | mit Solarpark mit 875 MWp                                                                   |
| Moss Landing Power Plant#Vistra 500 kV | 3000 MWh        | 750 MW         | USA        | Kalifornien: Moss Landing  | 2020 2021 2023   | Phase 1 2020: 1200 MWh, 300 MW Phase 2 2021: 400 MWh, 100 MW Phase 3 2023: 1400 MWh, 350 MW |
| Sonoran Solar Energy Center            | 1000 MWh        |                | USA        | Arizona: Buckeye           | 2024             | mit 260-MW-Solarpark                                                                        |
| McCoy Solar Energy Project             | 920 MWh         | 230 MW         | USA        | Kalifornien: Blythe        | 2021             | mit Solarpark                                                                               |
| Manatee Energy Storage Center          | 900 MWh         | 409 MW         | USA        | Florida: Juno Beach        | 2021             | mit Solarpark                                                                               |
| Collie Battery Stage 1                 | 877 MWh         | 219 MW         | Australien | Western Australia: Collie  | 2024             | Australian Energy Market Operator (AEMO), Tesla                                             |
| Slate Project                          | 561 MWh         | 140 MW         | USA        | Kalifornien: Kings County  | 2022             | mit Solarpark mit 300 MWp                                                                   |
| Valley Center Battery Storage Project  | 560 MWh         | 140 MW         | USA        | Kalifornien: Valley Center | 2022             | [ 12 ]                                                                                      |
| Victorian Big Battery                  | 450 MWh         | 300 MW         | Australien | Victoria: Moorabool Shire  | 2021             | [ 13 ]                                                                                      |
| Alamitos Energy Center                 | 400 MWh         | 100 MW         | USA        | Kalifornien: Long Beach    | 2021             | [ 14 ] [ 15 ]                                                                               |
| Saticoy BESS                           | 400 MWh         | 100 MW         | USA        | Kalifornien: Saticoy       | 2021             | [ 16 ]                                                                                      |

## Deutschland

### Entwicklung

#### 2018
Im Juli 2018 waren in Deutschland 42 Batteriespeicherkraftwerke mit einer Gesamtleistung von 90 MW im Betrieb, davon 26, d. h. etwa zwei Drittel der Werke, mit Lithiumionenbatterien, fünf mit Bleibatterien, fünf Redox-Flussbatterien und zwei Natrium-Schwefel-Akkumulatoren.
Nicht zu den Batteriespeicherkraftwerken zählen die zahlreichen kleinen Batteriespeicher in Privathäusern und in Betrieben, von denen allein in Deutschland im Mai 2017 etwa 54.000 betrieben wurden.
Ihre Gesamtleistung lag im Juli 2018 mit 188 MW mehr als doppelt so hoch wie die der o. g. kommerziellen Großspeicher.
Es gibt Projekte, diese zu einem Schwarm zu bündeln und als virtuelles Kraftwerk zu betreiben.

#### 2025
Im Mai 2025 waren laut Battery Charts Batteriespeicher mit 13 GW Leistung und 20 GWh Kapazität installiert, 2018 waren es nur 0,7 GW und 1 GWh. Zum Vergleich: die althergebrachten Pumpspeicherkraftwerke werden mit 9,9 GW angegeben (bei über 35 GWh Kapazität). Beim Marktstammdatenregister können auch einzelne Speicheranlagen angezeigt werden, in die Kategorien Heimspeicher (im Mai 2025 1,9 Mio. mit 17 GWh), Gewerbespeicher (über 13.000 mit 0,9 GWh) und Großspeicher (309 Stück mit 3 GWh) eingeteilt sind. Die Schwesterseite „Mobility Charts“ gibt Werte an von 115 bis 130 GWh für die Gesamtakkukapazität der im Februar 2025 in Deutschland zugelassenen E-Autos, also ca. die sechsfache Kapazität der stationären Speicher, die jedoch auch bidirektionales Laden beherrschen und wieder ausspeichern können, was bei Fahrzeugen bislang aus regulatorischen Gründen nicht möglich ist.

### Batterie-Speicherkraftwerk Berlin-Steglitz (bis 1994)
Vor der Wiedervereinigung Deutschlands wurde das Stromnetz in West-Berlin als Inselsystem von der Bewag betrieben. 1986 wurde in Berlin-Steglitz das seinerzeit größte Batterie-Speicherkraftwerk in Deutschland als Energiereserve und zur Frequenzstabilisierung in Betrieb genommen. Die Anlage hatte eine Spitzenleistung von 17 MW, welche nach Vollladung 20 Minuten lang abgegeben werden konnte, und konnte im optimalen Fall in Summe 14,4 MWh an elektrischer Energie speichern. Die Batterie bestand aus 7080 Bleiakkumulatoren in 12 parallelen Strängen zu je 590 Zellen.
Nach der Wiedervereinigung und dem Synchronschluss ging die Anlage Ende 1994 wegen Unwirtschaftlichkeit außer Betrieb. Auf dem Gelände befindet sich nun das Energie-Museum Berlin.

### Hybridbatterie-Kraftwerk Braderup
In Braderup in Schleswig-Holstein betreibt die Energiespeicher Nord GmbH & Co. KG seit Juli 2014 eine Anlage bestehend aus einem Lithium-Ionen-Akkumulator, mit 2 MW Leistung und einer Speicherkapazität von 2 MWh, und einem Vanadium Redox-Flow-Batteriespeicher mit 330 kW Leistung und 1 MWh Speicherkapazität. Die hierbei verwendeten Lithium-Ionen Module stammen von Sony, die Redox Flow Batterie kommt von der Vanadis Power GmbH.
Das Speichersystem ist mit dem örtlichen Bürgerwindpark mit einer installierten Leistung von 18 MW gekoppelt. Je nach Windstärke und Ladestatus der jeweiligen Akkumulatoren verteilt eine Steuerung die von der Windenergieanlage generierte Energie. Über ein rund zehn Kilometer langes Erdkabel ist die Hybridbatterie an das Stromnetz angebunden, sodass bei einer Stromnetzüberlastung die Batterie die Energie des Windparks aufnimmt und später zu einem passenden Zeitpunkt in das Netz zurück speist. Durch dieses Verfahren kann ein Abschalten von Windenergieanlagen bei Netzüberlastung vermieden werden, wodurch die Energie des Windes nicht ungenutzt bleibt.

### Batterie-Speicherkraftwerk Schwerin

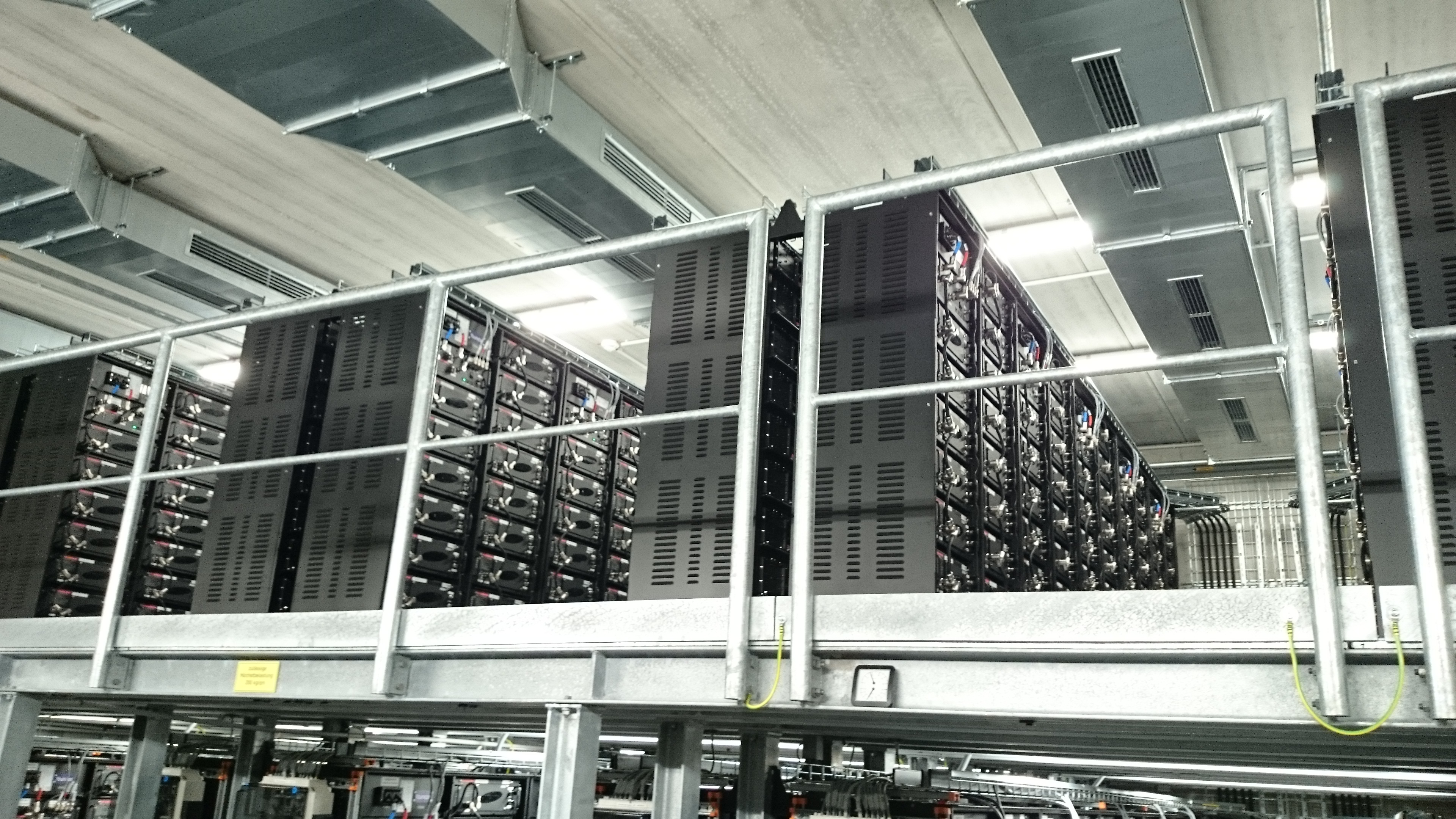
Batterie-Speicherkraftwerk in Schwerin, Obergeschoss

In Schwerin betreibt der Stromversorger WEMAG einen Lithium-Ionen-Batteriespeicher zum Ausgleich kurzfristiger Netzschwankungen. Lieferant der Anlage war die Berliner Firma Younicos, Samsung SDI lieferte die Lithium-Ionen-Zellen. Der Speicher mit einer Kapazität von 5 MWh und einer Leistung von 5 MW ging im Juli 2014 in Betrieb. Der Lithium-Ionen-Batteriespeicher besteht aus 25.600 Lithium-Manganoxid-Zellen und ist über fünf Mittelspannungs-Transformatoren sowohl mit dem regionalen Verteilnetz als auch mit dem nahegelegenen 380-kV-Höchstspannungsnetz verbunden. Im Juli 2017 wurde der Batteriespeicher auf 10 MW / 15 MWh erweitert. Die Erweiterung besteht aus 53.444 Lithium-Ionen-Zellen, 18 Wechselrichtern und neun Transformatoren.

### Solarpark Alt Daber
Das bestehende Photovoltaik-Kraftwerk Alt Daber bei Wittstock in Brandenburg wurde 2014 um ein Batterie-Speicherkraftwerk erweitert. Der Speicher ist modular aufgebaut, für die Bereitstellung von Regelleistung konzipiert und soll speziell Primärregelleistung zum schnellen Ausgleich der Netzfrequenz liefern, was bisher durch konventionelle Kraftwerke erfolgt. Er wurde von einer Tochter von Belectric entwickelt und verfügt über eine Kapazität von ca. 2 MWh. Technisch besteht er aus Bleiakkumulatoren, die zum Zeitpunkt der Errichtung wirtschaftlicher als Lithium-Ionen-Akkumulatoren waren. Untergebracht sind die Akkus mitsamt der zugehörigen Leistungselektronik in zwei Containern auf dem Kraftwerksgelände. Damals noch unüblich, ist dies eine Fertiglösung, die in den Containern installiert geliefert wurde und ohne aufwendige Fertigungsarbeiten vor Ort sofort einsatzbereit war. Die offizielle Inbetriebnahme fand im November 2014 statt.

### Batterie-Großspeicher Dresden
Die Stadtwerke Dresden (Drewag) nahmen am 17. März 2015 einen Batteriespeicher mit einer Spitzenleistung von 2 MW in Betrieb. Die Kosten beliefen sich auf 2,7 Millionen Euro. Verwendet wurden Lithium-Polymer-Akkus. Die Akkus inklusive Regleranlage sind auf 40-Fuß-Container verteilt und können 2,7 MWh speichern. Insbesondere die Leistungsspitzen einer in der Nähe befindlichen Photovoltaikanlage können so ausgeglichen werden.

### Batteriespeicher Feldheim
Im brandenburgischen Feldheim wurde im September 2015 ein Batteriespeicher mit 10 MW Leistung und einer Speicherkapazität von 5 MWh in Betrieb genommen. Das Projekt kostete 12,8 Millionen Euro. Der Speicher stellt Regelenergie für das Stromnetz bereit, um damit Schwankungen, die durch Windkraft- und Solarkraftanlagen entstehen, ausgleichen zu können. Der Speicher wird von der Firma Energiequelle betrieben.

### Solarpark Neuhardenberg
2015 wurde auf dem Gelände des Solarparks ein Batterie-Speicherkraftwerk auf Basis von Lithium-Ionen-Akkumulatoren mit einer Leistung von 5 MW und einer Speicherkapazität von 5 MWh errichtet, der im Juli 2016 nach 15 Monaten Probebetrieb eröffnet wurde. Hauptaufgabe ist die Erbringung von Systemdienstleistungen.

### Batteriespeicher der Steag Iqony Group
Die Steag (heute Steag Iqony Group), der fünftgrößte deutsche Stromerzeuger, errichtete bis Anfang 2017 sechs Großbatterie-Systeme an sechs deutschen Kraftwerksstandorten: Lünen, Herne und Duisburg-Walsum in Nordrhein-Westfalen sowie Bexbach, Völklingen-Fenne und Weiher im Saarland. Jedes System besteht aus zehn Containern und kann 15 MW Primärregelleistung erbringen. Die Gesamtkapazität beträgt mehr als 120 MWh bei einer Investitionssumme von 100 Mio. €.
Mit dem am Kraftwerk Völklingen-Fenne installierten LESSY-System nutzte Steag als einer der ersten Anbieter überhaupt von Februar 2014 bis Ende Februar 2016 eine Großbatterie (1 MW Leistung) für die Primärregelleistung.
Der Standort Duisburg-Walsum wird mit dem Batteriespeicher „Steady Green Energy“ ausgebaut, der 2026 in Betrieb gehen soll. Steag Iqony hat mit der Deutschen Bahn ein Power Storage Agreement (PSA) über die Nutzung von 35 MW des insgesamt rund 50 MW leistenden Batteriespeichers über fünf Jahre geschlossen.  Es handelt sich um einen Vier-Stunden-Speicher mit einem nutzbaren Energieinhalt rund 200 Megawattstunden (MWh). Die Deutsche Bahn will damit den Anteil erneuerbarer Energien beim Bahnstrom erhöhen.

### Batteriespeicher Chemnitz
Anfang August 2017 wurde ein Batteriespeicher zur Erbringung von Primärenergieleistung in Chemnitz eröffnet. Betreiber ist Eins Energie in Sachsen. Er besteht aus 4008 Batteriemodulen auf Lithium-Ionen-Basis von Samsung SDI und weist eine Gesamtkapazität von 15,9 MWh bei einer Vermarktungsleistung von 10 MW auf.

### Hybrid-Großspeicher Brilon-Hoppecke
Der Batteriehersteller Hoppecke nahm im September 2017 am Hauptsitz einen Hybrid-Speicher auf Blei- und Lithium-Ionen-Basis in Betrieb. Dieser hat eine Gesamtleistung von 1,5 MW mit einer Kapazität von 2,6 MWh.

### Stadtwerke Schwäbisch Hall
Die Stadtwerke Schwäbisch Hall haben im Oktober 2017 einen Batteriespeicher mit einer Kapazität von 1,4 MWh und einer Leistung von 1 MW in Betrieb genommen. Die Investitionskosten belaufen sich auf rund 900.000 €. Das System ist in einem Container untergebracht und basiert auf Batterien von LG Chem.

### SchwarmStrom Allgäu
Im Allgäu hat die egrid applications & consulting GmbH im Versorgungsgebiet des Verteilnetzbetreibers AllgäuNetz fünf regional verteilte Lithium-Ionen-Batterien mit einer Leistung von je 500 kW (280 kWh Kapazität) projektiert und aufgestellt. Das System ist seit Dezember 2017 in Betrieb. Durch eine intelligente Steuerung können die einzelnen Batterien „im Schwarm“, also als gemeinsames Kraftwerk, betrieben werden. So kommt das System auf eine Gesamtleistung von 2,5 MW und eine Kapazität von 1,4 MWh. Damit können verschiedene Anwendungen gefahren werden. So kann der Schwarmspeicher u. a. Systemdienstleistungen erbringen, USV-Funktionen in bestehenden Kraftwerken erfüllen und standortspezifische Betriebsweisen (z. B. Blindleistungsbereitstellung) optimieren.

### Industriepark Brunsbüttel
Im Januar 2018 hat Ads-Tec einen Batteriespeicher mit einer Leistung von 2,5 MW und einer Kapazität von 2,5 MWh ans Netz gebracht. Dieser Speicher im Industriepark Brunsbüttel ist Teil des Forschungsprojekts Norddeutsche Energiewende 4.0, in das das Fraunhofer-Institut ISIT eingebunden ist.

### Pumpspeicherkraftwerk Herdecke
RWE nahm im Februar 2018 einen 6 MW/7MWh-Batteriespeicher am Pumpspeicherkraftwerk Herdecke in Betrieb. Dieser wurde von Belectric errichtet, besteht aus 552 Batteriemodulen auf Lithium-Ionen-Basis, die sich in drei Containern befinden, und dient der Bereitstellung von Primärregelleistung.

### Pfenning: Batteriespeichersystem Container, Aub – Bayern
Erster modularer 2,5 MW Batteriespeicher in Bayern, seit 2017 in Betrieb. Im unterfränkischen Aub ist Bayerns erster 2,5 MW Batteriespeicher mit einer Kapazität von 2,5 MWh in Containerbauweise errichtet worden. Der Batteriespeicher nimmt am Primärregelleistungsmarkt teil und unterstützt somit das Stromnetz in der Stabilisierung der Netzfrequenz. Der Errichter und Hersteller ist Pfenning Elektroanlagen GmbH, der im Verteilnetz der N-Ergie Netz GmbH angeschlossen ist und Primärregelleistung für den Übertragungsnetzbetreiber 50-Hertz erbringt.

### EnBW Kraftwerk Heilbronn
Am Kraftwerk Heilbronn nahm EnBW im April 2018 ein von Bosch Energy Storage Solutions zugeliefertes Batterie-Speicherkraftwerk aus 768 Lithium-Ionen-Batteriemodulen in Betrieb. Die Anlage verfügt über eine Leistung von 5 MW und eine Kapazität von 5 MWh und soll Primärregelleistung erbringen.

### Kraftwerksgruppe Pfreimd
Im Mai 2018 hat Engie einen 12,5 MW-Lithium-Ionen-Speicher an der Kraftwerksgruppe Pfreimd in Betrieb genommen. Das Batteriespeichersystem vom Typ Siestorage hat eine Kapazität von 13,7 MWh und stammt von Siemens.

### Batteriespeichersystem Cremzow
Der Energiespeicher in Cremzow war ursprünglich eine Kooperation des Windkraftunternehmens Enertrag (10 %) und Enel Green Power Deutschland (90 %) mit einer Größe von 38,4 MWh und einer Leistung von 22 MW. Lieferant der Anlage ist die Schweizer Firma Leclanché. Zunächst ging eine erste Einheit mit einer Leistung von 2 MW im Mai 2018 in Betrieb, im Endausbau besteht das System aus 11 Einheiten.
Es wurde im Mai 2019 eingeweiht;
im März 2022 übernahm der Infrastrukturfonds Gore Street Energy Storage Fund den Anteil von Enel.

### Großbatteriespeicher Langenreichenbach
Im September 2018 wurde in der Umgebung von Langenreichenbach ein Batteriesystem mit 16 MW und 25 MWh in Betrieb genommen. Die Batterien sind eine optimierte Variante des Bleiakkumulators (Blei-Kohlenstoff-Akku) und stammen von dem chinesischen Joint-Venture-Partner Narada. Die Wechselrichter wurden von SMA Solar Technology geliefert. Die 10.500 Batterien, von denen jede 90 kg wiegt, sind in 18 großen Containern untergebracht. Es soll Regelleistung für Mitnetz Strom bereitgestellt werden.

### Hybridgroßspeicher Varel
Am 1. November 2018 ging der Hybridgroßspeicher Varel in Betrieb. In ihm wurden Lithium-Ionen- und Natrium-Schwefel-Batterien kombiniert. Zusammen haben sie eine Speicherkapazität von fast 23 MWh und eine Leistung von 11,9 MW. Aufbau, Wartung und Betrieb der Speicheranlage übernehmen die japanischen Unternehmen Hitachi Chemical, Hitachi Power Solutions und NGK Insulators, zusammen mit Unternehmen des EWE-Konzerns.

### Batteriespeicher Jardelund
In der Gemeinde Jardelund, nahe Flensburg, wurde im Mai 2018 das bis dato größte Batterie-Speicherkraftwerk Europas in Betrieb genommen. Die auf Lithium-Ionen-Akkumulatoren basierende Anlage verfügt über eine Leistung von 48 MW und eine Kapazität von mehr als 50 MWh. Eingesetzt werden soll sie primär für die Bereitstellung von Primärregelleistung, wo sie einen Ersatz für fossile Kraftwerke darstellen soll. Zudem soll mit der Anlage die Abregelung von Windkraftanlagen in Schleswig-Holstein verringert werden. Beteiligt an dem Speicher sind Eneco und die Mitsubishi Corporation. Die Projektkosten betragen gut 30 Mio. Euro, von denen das Land Schleswig-Holstein 2 Mio. Euro als Zuschuss gewährte.

### Bennewitz Großbatteriespeicher
Im Mai 2019 wurde im sächsischen Bennewitz ein weiterer Blei-Carbon-Speicher mit 16 MW / 25 MWh in Betrieb genommen. Er ist baugleich mit der Anlage in Langenreichenbach.

### Batteriespeicher Bordesholm
In Bordesholm, Schleswig-Holstein, wurde am 13. Mai 2019 ein Batteriespeicher mit 10 MW Leistung und 15 MWh Kapazität in Betrieb genommen.

### Groitzsch Großbatteriespeicher
Im Oktober 2019 wurde in Groitzsch bei Leipzig eine weitere 16MW / 25MWh Blei-Carbon-Speicher-Anlage in Betrieb genommen. Es werden 10.584 verbaute Batterien genannt, in 40-Fuß-Containern. Die Wechselrichter sind wiederum von SMA.

### Großbatteriespeicher Elsteraue
Der Chemnitzer Energieversorger EnviaM hat im Herbst 2024 den Großbatteriespeicher Elsteraue mit einer Gesamtleistung von 20 Megawatt und einer Speicherfähigkeit von 30 Megawattstunden im Chemiepark Zeitz in Sachsen-Anhalt in Betrieb genommen.

### Hybridspeicher Bielefeld
In Bielefeld wurde von den Stadtwerken am 29. Juli 2020 ein Hybridspeicher an der Schildescher Straße in Betrieb genommen. Dieser verfügt über eine Leistung von ca. 8 MW und besteht aus 22.173 NMC-Zellen. Kombiniert wurde der Speicher mit einer Power-to-Heat-Anlage, die bei Bedarf Warmwasser für das Fernwärmenetz bereitstellen kann. Durch diese Kombination kann die gleiche Regelleistung mit einer kleineren Batterie erbracht werden. Die Kosten für das Gesamtsystem lagen bei 5,5 Mio. Euro. Die Gesamtanlage wurde durch das Hoppecke-Tochterunternehmen Intilion GmbH geplant, errichtet und in Betrieb genommen.

### Netzbooster Kupferzell
Die TransnetBW plant am Standort Kupferzell (Nähe zu Südende von Suedlink bei Heilbronn) einen Lithium-Ionen-Batteriespeicher. Die Pilotanlage soll eine projektierte Maxleistung von 250 MW haben und eine maximale Energiemenge von 250 MWh speichern können. Die Kosten werden auf 188 Millionen Euro geschätzt. Baubeginn war im Juni 2024, die Inbetriebnahme wird für 2025 angestrebt.

### RWE Batteriespeicher Hamm und Neurath
Der Speicher mit 235 MWh ist auf zwei Standorte verteilt, wird von RWE aber als ein Kraftwerk betrachtet. Dieses besteht aus  690 Batterieschränken mit je acht Batteriemodulen, verteilt auf Kraftwerk Westfalen (140 MW, 151 MWh, seit Dezember 2024 in Betrieb) und Kraftwerk Neurath (80 MW, 84 MWh), im Februar 2025 in Betrieb gegangen.

Im März 2025 verkündete RWE, den Standort Hamm bis 2028 um weitere 1,2 GWh ausbauen zu wollen. Die neue Anlage soll aus mehr als 25.000 LFP-Batterien in 316 Überseecontainern bestehen.

### Batterie-Speicherkraftwerke mit Elektroauto-Akkus
Nicht in erster Linie für den stationären Betrieb konzipiert sind die Antriebsbatterien von Elektroautos. Teilweise werden alte Akkus gegen welche mit größerer Kapazität ersetzt (Beispiel Renault Zoe von 22 kWh auf 41 kWh), wobei die alten einer stationären Zweitnutzung („Second Life“) zugeführt, anstatt verschrottet zu werden. Aus stillgelegten Erprobungsfahrzeugen, Mietwagenflotten, Auslaufmodellen, Leasingrückläufern und dergleichen stehen den Herstellern teils vierstellige Stückzahlen nicht mehr aktueller, aber noch wertvoller Akkus zur Verfügung. Zudem werden neu produzierte Akkupakete nicht einfach in Ersatzteillagern liegen gelassen, sondern mit „Batteriejogging“ aktiv gelagert. Dabei steht jedoch eine Schonung der Akkugesundheit im Vordergrund, so dass nur ein Teil der Kapazität und des Leistungsvermögens kommerziell genutzt wird.
Akkupakete aus Unfallwagen werden als Ganzes oder in Teilen für den Privatgebrauch verwendet.

#### Daimler: Smart-Akkus in Lünen, Hannover, Werdohl-Elverlingsen
Die Daimler AG hat (Stand Juni 2018) drei Batteriekraftwerke gebaut, die Akkus aus der elektrischen Variante des Smart Fortwo nutzen.
Aus 1000 gebrauchten ab 2009 von Tesla gelieferten 16,5 kWh-Akkus von in Mietwagenflotten genutzten Smart Fortwo (451) electric drive ED2 wurde in Lünen ein 13-MWh-Stromspeicher gebündelt, angeblich der weltweit größte 2nd-Use-Batteriespeicher.
Neuwertige Ersatzteil-Akkus werden in einem anderen Projekt am enercity-Standort Herrenhausen verwendet, wo die Daimler AG mit ihrer hundertprozentigen Tochter ACCUMOTIVE und enercity (Stadtwerke Hannover AG) im Jahr 2016 mit dem Bau eines neuen Batteriespeichers begannen. Es handelt sich dabei um das Ersatzteillager für die von 2012 bis 2015 verkauften Smart Fortwo (451) electric drive ED3. Es werden rund 3000 Ersatzteil-Batteriemodule vorgehalten und zu einem Stationärspeicher gebündelt. Die von Li-Tec Battery bzw. der Deutschen ACCUmotive in Kamenz hergestellten Lithium-Ionen-Akkus haben eine Nennkapazität von 17,6 kWh, von der zur Schonung nur ca. ein Drittel genutzt wird. Mit einer Speicherkapazität von insgesamt 15 MWh ist die Anlage eine der größten Europas. Der Energiespeicher wird seit Fertigstellung am deutschen Primärregelenergiemarkt vermarktet.
Seit Juni 2018 werden im Kraftwerk Werdohl-Elverlingsen weitere 9,8 MWh Speicherkapazität genutzt; die Leistung beträgt rund 9 MW. Insgesamt sind in dem modular aufgebauten Speicher 1920 einzelne Batteriemodule verbaut, die für mindestens 600 Autos ausreichen sollen. Der Speicher dient u. a. zur Erbringung von Regelleistung. Zugleich verhindert der regelmäßige Einsatz eine Tiefentladung der Akkus, die einen Funktionsverlust zur Folge hätte. Die Reaktionszeit liegt im Millisekundenbereich, womit der Speicher bei weitem schneller reagieren kann als konventionelle Kraftwerke. Rechtlich gefordert ist eine Reaktionszeit im Bereich von unter 30 Sekunden.

#### BMW: Leipzig und Hamburg
Vom BMW i3 wurden im Werk Leipzig seit 2013 über 150.000 Stück produziert. Eine mit Windrädern verknüpfte „BMW Speicherfarm Leipzig“ auf dem Werksgelände bietet Platz für bis zu 700 Akkupakete, gebrauchte oder neue. Die Gesamtkapazität entspräche „100.000 km Reichweite“.
Seit September 2016 betreiben BMW, Bosch und Vattenfall in einem Gemeinschaftsprojekt den Batteriespeicher Battery 2nd Life mit einer Leistung von 2 MW und einer Kapazität von 2,8 MWh. Das System besteht aus 2.600 gebrauchten Batteriemodulen aus 100 Elektrofahrzeugen und steht im Hamburger Hafen.

#### Audi: Wendelstein
In Wendelstein (Mittelfranken) bei Nürnberg wurde unter der Projektleitung durch das Erlangener Unternehmen Covalion ein sogenannter Second-Life-Batteriespeicher errichtet. Zum Bau des 2018 errichteten Containers haben unter anderem die Bürgerkraftwerk GmbH, ein Tochterunternehmen der Gemeindewerke Wendelstein und die Nürnberger N-ERGIE Regenerativ GmbH beigetragen. Die dafür verwendeten 84 ausgedienten Autobatterien, die aus Audi-Hybrid-Testfahrzeugen (A3 und Q7) stammen, besitzen zusammen eine Speicherkapazität von etwa 1MWh.

## Australien
Im Juli 2018 waren in Australien insgesamt 147 Megawatt elektrische Leistung aus Batteriespeichern für das Stromnetz installiert und betriebsbereit.

### Windpark Hornsdale
Ende 2017 wurde nach weniger als 100 Tagen Bauzeit das zu diesem Zeitpunkt größte auf Lithium-Ionen-Basis beruhende Batterie-Speicherkraftwerk der Welt in Betrieb genommen. Die von Tesla gelieferte Anlage verfügte über eine Leistung von 100 MW und eine Kapazität von 129 MWh. Installiert wurde die Anlage im Windpark Hornsdale, betrieben wird sie von Neoen. Bereits wenige Wochen nach Inbetriebnahme sprang sie zweimal ein, als es jeweils im Kraftwerk Loy Yang, einem Braunkohlekraftwerk in Victoria, zu Problemen mit schlagartigen Leistungsabfällen kam. Die Reaktionszeit des Batterie-Speicherkraftwerks lag mit 0,14 bzw. unter 4 Sekunden deutlich niedriger als bei konventionellen Kraftwerken. Im ersten halben Jahr nach Inbetriebnahme sanken die Kosten für Systemdienstleistungen in South Australia um ca. 90 %, da das Batterie-Speicherkraftwerk unter anderem viel schneller und präziser eingreifen kann als konventionelle fossile Kraftwerke. Alleine für diesen Zeitraum wurden die durch den Speicher vermiedenen Kosten für Systemdienstleistungen auf mehr als 30 Mio. Dollar geschätzt. Zugleich erwirtschaftete der Speicher in diesem ersten halben Jahr bereits 14 % seiner Investitionskosten. Das Projekt wurde 2020 um zusätzliche 50 MW und 64,5 MWh erweitert, so dass die Hornsdale Power Reserve nun eine Leistung von 150 MW hat. Die Batteriekomponenten der Erweiterung wurden bis März 2020 installiert und die gesamte Installation bis September 2020 fertiggestellt.

### Weitere Projekte
Ebenfalls mit Batterien von Tesla ausgestattet wurde ein Folgeprojekt im Bundesstaat Victoria, das östlich von Kerang installiert wurde. Es hat eine Leistung von 50 MW und eine Kapazität von 50 MWh und ist seit November 2018 in Betrieb; es ist an einen Solarpark angeschlossen. Ein weiterer Speicher im Bundesstaat Victoria, genauer im Gebiet von Ballarat, hat im Dezember 2018 seinen Betrieb aufgenommen. Er leistet bis zu 30 MW und speichert eine Energie von 30 MWh.
2018 wurde ein Projekt über den Bau von 50.000 Photovoltaikanlagen incl. Batteriespeicher für Wohn- und Gewerbegebäude gestartet. Partner ist Tesla, Inc., mit Stand Juli 2018 wurden 100 Haushalte mit entsprechender Technik ausgestattet. Im Endausbau, der für 2022 erwartet wurde, sollen die Speicher bei einer Speicherkapazität von 650 MWh eine Leistung von 250 Megawatt bereitstellen. Das Gesamtsystem soll als Virtuelles Kraftwerk arbeiten und das südaustralische Stromnetz stabilisieren.

## China

### Shenzhen
BYD betreibt seit 2014 in Shenzhen (auf dem Festland nördlich von Hongkong) einen Batteriespeicher mit 40 MWh Kapazität und 20 MW Maximalleistung. Die Batterie ist aus insgesamt knapp 60.000 einzelnen Lithium-Eisenphosphat-Zellen mit je 230 Ah aufgebaut. Die Nutzung von Preisunterschieden zwischen Beladen und Entladen durch Tag- und Nachtstrom, ein vermiedener Netzausbau für Spitzenlasten und Einnahmen für Netzdienlichkeit wie z. B. Frequenzstabilisierungen ermöglichen einen wirtschaftlichen Betrieb ohne Förderung oder Subventionen.

### Golmud
In Golmud im autonomen Bezirk Haixi wurde ein Energiepark, in dem sich Windkraftwerke mit 400 MW, ein Solarpark mit 200 MW und ein Sonnenwärmekraftwerk mit 50 MW befinden, mit einem Batteriespeicher ausgerüstet. Die 2019 eröffnete Anlage wurde von CATL geliefert und hat eine Kapazität von 100 MWh. Sie ist für Temperaturen von −33 bis +35 °C ausgelegt.

### Guangxi
Im Mai 2024 ging in China das erste große Batterie-Speicherkraftwerk mit Natrium-Ionen-Akkumulatoren in Betrieb. Die Batterie hat eine Kapazität von 10 MWh und besteht aus 22.000 210-Ah-Natrium-Ionen-Zellen. Diese können innerhalb von 12 Minuten zu 90 Prozent geladen werden.

## Dänemark

### Großbatterie im Smart City EnergyLab in Nordhavn (Kopenhagen)
Im Februar 2017 wurde in Nordhavn (Kopenhagen) ein Lithium-Ionen Batteriespeicher mit 630 kW Leistung und einer Kapazität von 460 kWh installiert.

### RISO Syslab Redox Flußbatterie 15 kW
15 kW / 120 kWh vanadium redox flow battery

### Vestas Lem Kær ESS Demo 1,2 MW
1,2 MW / 300 kWh Lithiumionenakku

### Vestas Lem Kær ESS Demo 400 kW
400 kW / 100 kWh Lithiumionenakku

## Japan: Buzen
Stand Juli 2018 waren insgesamt 251 MW el. Leistung aus Batteriespeichern für das Stromnetz installiert und betriebsbereit. Im Vergleich dazu: 31.100 MW aus Pumpwasserspeichern.
Das damals größte Batteriespeicher-Projekt der Welt wurde 2016 in Buzen, Präfektur Fukuoka, fertiggestellt. Es nutzt Natrium-Schwefel-Akkumulatoren.
Mitsubishi Electric installierte 300 MWh Kapazität und 50 MW Leistung. Der Speicher dient zur Stabilisierung des Netzes, um Schwankungen durch erneuerbare Energien auszugleichen. Die Akkus sind in 252 Containern auf einer Fläche von 14.000 m² installiert.
Davor gab es von selben Hersteller zwei Anlagen in der Präfektur Nagasaki, mit je 4 MW / 1,6 MWh. Beide Systeme verwenden Lithium-Ionen-Zellen. Zwei weitere Speicher befinden sich in der Präfektur Shimane, mit 4,2 MW / 25,2 MWh Natrium-Schwefel- und 2 MW / 700 kWh Lithium-Ionen-Systemen.

## Kanada: Ontario
In Ontario, Kanada sollte bis zum 3. Quartal 2018 ein Batteriespeicher mit 53 MWh Kapazität und 13 MW Leistung aufgebaut werden. Der schweizerische Batteriehersteller Leclanché lieferte die Akkus dazu. Deltro Energy Inc. sollte die Anlage planen und aufbauen. Der Auftrag wurde vom Netzbetreiber IESO erteilt.

## Niederlande
In Amsterdam wurde im Juni 2018 in der Johan-Cruyff-Arena ein Speicher mit 3 MW Leistung und einer Speicherkapazität von 2,8 MWh in Betrieb genommen. Die Technik stammt von The Mobility House, zum Einsatz kommen gebrauchte Akkus aus Nissan-Leaf-Fahrzeugen. Neben der Versorgung des Stadions mit Notstrom wird auch Strom aus den Photovoltaik-Modulen auf dem Stadiondach gespeichert, um die Energie später selbst zu nutzen.
Das niederländische Energiespeicherunternehmen Return plant, bis 2027 im Hafen von Vlissingen eine Batteriespeicheranlage mit einer Leistung von 1,4 Gigawatt zu errichten.

## Österreich
Im November 2017 wurde ein Batteriespeicher der EVN in Prottes 20 km nordöstlich von Wien im windparkreichen Bezirk Gänserndorf als größter österreichischer Batteriespeicher eines Stromnetzbetreibers vorgestellt. Das 3 Mio. € teure Projekt wurde mit 1,7 Mio. € aus dem Klima- und Energiefonds unterstützt und arbeitet mit 14.000 Li-Ion-Zellen.
Im September 2020 wurde ein Batteriespeicher der Verbund AG in Wallsee-Mitterkirchen in Betrieb genommen. Die 61.000 Lithium-Ionen-Zellen haben eine Speicherkapazität von 14,2 MWh und eine Leistung von 8 MW.
Im Juli 2023 wurde im Burgenland ein modularer Großspeicher in Betrieb genommen, der bis 2030 auf 300MWh bei 100MW Spitzenleistung ausgebaut werden soll. Die hier verwendete Speichertechnologie basiert auf der Redox-Flow Technologie.
Im August 2023 nahm die NGEN Group in Arnoldstein, Kärnten, das bis dato größte Batteriespeicherkraftwerk Österreichs mit einer Systemleistung von 10,3 MW und einer Speicherkapazität von 20,6 MWh in Betrieb. Es dient zur Stabilisierung des österreichischen Netzes durch die Erbringung von Regelreserve.

## Philippinen
Bis 2024 sollte in Ramon, Provinz Isabela in den Philippinen ein 20-MW-Batteriespeichersystem (BESS) im Magat-Wasserkraftwerk des Ortes gebaut werden.

## Portugal
Auf der Insel Graciosa in den Azoren wurde im Februar 2020 ein Batteriespeicherkraftwerk dem Netzbetrieb übergeben. Das Batteriesystem weist eine Leistung von 7,4MW und eine Kapazität von 3,2MWh auf. Die Lithiumtitanat-Akkumulatoren wurden vom Schweizer Unternehmen Leclanché geliefert. Die Idee Dieselkraftstoff auf Graciosa einzusparen und konzeptionelle Planung kam von der Berliner Younicos AG.

## Schweiz

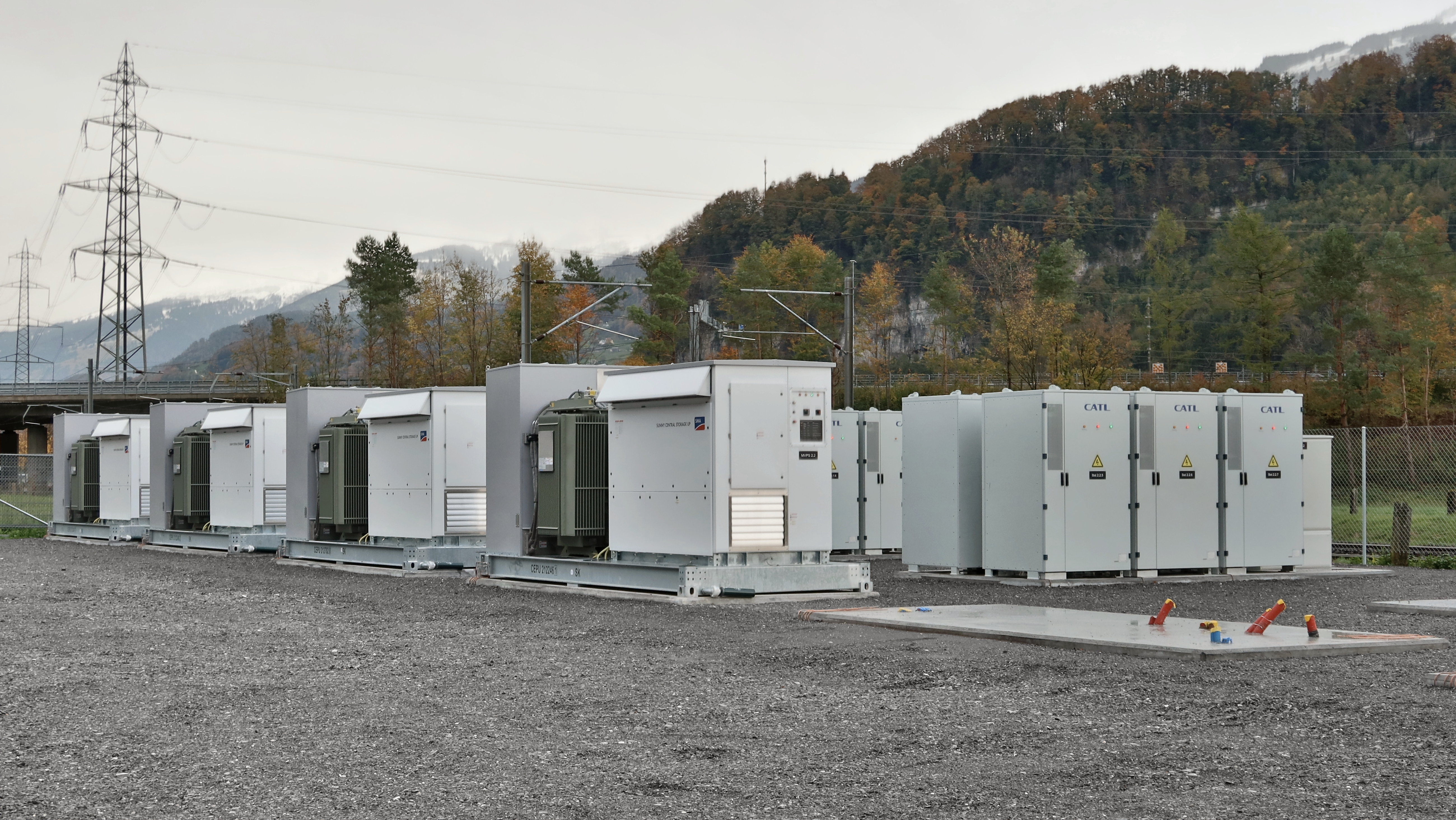
Batteriespeicher in Walenstadt

Im Mai 2018 nahmen die Elektrizitätswerke des Kantons Zürich (EKZ) in Volketswil einen Batteriespeicher mit einer Kapazität von 7,5 MWh und einer Leistung von 18 MW in Betrieb. Das System von NEC ist mit 1428 Lithium-Ionen-Batterie-Modulen von LG Chem bestückt und kostete CHF 6 Mio.
Seit April 2019 betreibt Alpiq einen Batteriespeicher mit einer Kapazität von 1,25 MWh in Maienfeld, Kanton Graubünden. Dieser gleicht Lastspitzen aus und stellt Sekundärregelleistung zur Verfügung.
Im Juni 2019 nahm das Elektrizitätswerk Jona-Rapperswil einen Batteriespeicher (Lithium-Eisenphosphat-Akkumulator) mit 2,2 MWh Kapazität und einer Leistung von 2 MW in Betrieb.
Der Stromversorger EBL betreibt in Pratteln, Baselbiet, einen Batteriespeicher von Tesla mit 1 MW Leistung und 1,28 MWh Kapazität. Dieser soll sowohl Lastspitzen der benachbarten Tesla-Ladestation als auch im Netz von EBL ausgleichen.
Seit Oktober 2020 betreibt Alpiq im Auftrag der MW Storage AG einen Batteriespeicher mit 20 MW Leistung und 18 MWh Kapazität in Brunnen, Kanton Schwyz.
In Walenstadt wurden im Oktober 2023 zwei Batteriespeicher mit einer Gesamtkapazität von 10 MWh und einer Leistung von 8 MW in Betrieb genommen.
Diese beiden Systeme wurden im Juni 2024 mit einer weiteren Anlage ergänzt. Damit ist nun die Gesamtkapazität bei 15 MWh und einer Leistung von 12 MW.
Im Dezember 2023 ging in Dättwil ein Batteriespeicher mit einer Kapazität von 10 MWh und einer Leistung von 5,5 MW der AEW Energie in Betrieb.

## Anlagen in der Schweiz
| Name         | Energie- inhalt | Peak- leistung | Land | Ort        | Koordinaten                     | Inbetrieb- nahme   |                                                                |
| ------------ | --------------- | -------------- | ---- | ---------- | ------------------------------- | ------------------ | -------------------------------------------------------------- |
| Laufenburg   | 500+ MWh        | N/A            | CH   | Laufenburg |                                 | in Umsetzung, 2028 | Integrator:                                                    |
| Walenstadt 1 | 5 MWh           | 4,35 MW        | CH   | Walenstadt | 47° 6′ 59,4″ N, 9° 19′ 19,9″ O  | 2023               | Integrator: SMA Altenso 49komma8                               |
| Netstal      | 12,3 MWh        | 10,4 MW        | CH   | Netstal    | 47° 3′ 12,2″ N, 9° 3′ 4,3″ O    | 2024               | Integrator: SMA Altenso 49komma8                               |
| Mels         | 13,4 MWh        | 11 MW          | CH   | Mels       | 47° 2′ 28,3″ N, 9° 27′ 22,7″ O  | 2024               | Integrator: SMA Altenso 49komma8                               |
| Kaltbrunn    | 3 MWh           | 2,4 MW         | CH   | Kaltbrunn  | 47° 13′ 6,6″ N, 9° 0′ 5,4″ O    | 2024               | Integrator: SMA Altenso 49komma8                               |
| Walenstadt 2 | 5 MWh           | 4,35 MW        | CH   | Walenstadt | 47° 6′ 59,8″ N, 9° 19′ 19,2″ O  | 2023               | Integrator: SMA Altenso 49komma8                               |
| Bonaduz      | 120 MWh         | 60 MW          | CH   | Bonaduz    | 46° 48′ 46,2″ N, 9° 23′ 0,5″ O  | in Umsetzung, 2027 | Integrator: 49Komma8                                           |
| Rheineck     | 6,25 MWh        | 5 MW           | CH   | Rheineck   | 47° 27′ 48,2″ N, 9° 35′ 3,5″ O  | in Umsetzung, 2024 | Integrator: St.Gallisch-Appenzellische Kraftwerke AG eSpectrum |
| Kappel       | 60 MWh          | 20 MW          | CH   | Kappel     | 47° 19′ 11,3″ N, 7° 50′ 27,2″ O | in Planung         | Integrator:                                                    |
| Ingenbohl 2  | 9 MWh           | 9 MW           | CH   | Ingenbohl  | 47° 0′ 0,4″ N, 8° 37′ 39″ O     | 2024               | Integrator: Fluence MW Storage                                 |
| Baden        | 10 MWh          | 5,5 MW         | CH   | Baden      | 47° 27′ 29,9″ N, 8° 16′ 32,5″ O | in Umsetzung, 2024 | Integrator: Hitachi Energy                                     |
| Walenstadt 3 | 5 MWh           | 4,35 MW        | CH   | Walenstadt | 47° 7′ 0,1″ N, 9° 19′ 18,8″ O   | 2024               | Integrator: SMA Altenso                                        |
| Frauenfeld   | 3 MWh           | 3 MW           | CH   | Frauenfeld | 47° 34′ 19,9″ N, 8° 54′ 52,6″ O | 2023               | Integrator: Smart Power                                        |
| Arbon        | 1,35 MWh        | 1,25 MW        | CH   | Arbon      | 47° 30′ 9,4″ N, 9° 25′ 33,6″ O  | 2021               | Integrator: Egrid AG                                           |
| Ingenbohl    | 18 MWh          | 20 MW          | CH   | Ingenbohl  | 47° 0′ 0,7″ N, 8° 37′ 38,6″ O   | 2020               | Integrator: Fluence                                            |
| Rapperswil   | 2,2 MWh         | 2 MW           | CH   | Rapperswil | 47° 13′ 58,4″ N, 8° 49′ 59,5″ O | 2019               | Integrator: Smart Power                                        |
| Maienfeld    | 1,25 MWh        | 1,2 MW         | CH   | Maienfeld  | 47° 0′ 10,1″ N, 9° 31′ 37,6″ O  | 2019               | Integrator: Edion                                              |
| Volketswil   | 7,5 MWh         | 18 MW          | CH   | Volketswil | 47° 22′ 34″ N, 8° 40′ 41,2″ O   | 2018               | Integrator: NEC                                                |
| Pratteln     | 1,28 MWh        | 1 MW           | CH   | Pratteln   | 47° 31′ 29,3″ N, 7° 40′ 48″ O   | 2018               | Integrator: Tesla                                              |
| Aigle        | 2,5 MWh         | 2 MW           | CH   | Aigle      | 46° 19′ 9,1″ N, 6° 56′ 12,8″ O  | 2017               | Integrator: Leclanché SA                                       |
| Gossau       | 3 MWh           | 2,5 MW         | CH   | Gossau     | 47° 25′ 22,4″ N, 9° 14′ 30,7″ O | 2024               | Integrator: Axpo                                               |
| Rathausen    | 6,25 MWh        | 6,25 MW        | CH   | Rathausen  | 47° 4′ 47,9″ N, 8° 18′ 45,7″ O  | 2022               | Integrator: ?                                                  |
| Domat-Ems    | 1,35 MWh        | 1,25 MW        | CH   | Domat/Ems  | 46° 49′ 15,7″ N, 9° 27′ 0,6″ O  | 2022               | Integrator: ADS-Tec Energy                                     |

## Südkorea
Seit Januar 2016 sind in Südkorea drei Batteriespeicherkraftwerke in Betrieb: ein 24-MW-System mit 9 MWh und ein 16-MW-System mit 6 MWh. Diese beiden Akkus basieren auf Lithium-Nickel-Mangan-Cobalt-Oxid und ergänzen ein wenige Monate älteres System mit 16 MW und 5 MWh, dessen Akkus auf Lithium-Titanat-Oxid basieren. Zusammen haben die Systeme eine Leistung von 56 MW und dienen dem südkoreanischen Energieversorger Korea Electric Power Corporation (KEPCO) zur Frequenzregulierung. Die Speicher stammen von Kokam. Nach Fertigstellung im Jahr 2017 sollte das System eine Leistung von 500 MW haben.

## USA
In den USA waren im Mai 2017 über 300 Batteriespeicherkraftwerke in Betrieb, darunter über 200 mit Lithiumionenbatterie.

### Chino Battery Storage Project
Das von 1988 bis 1997 von der Southern California Edison im kalifornischen Ort Chino betriebene Batterie-Speicherkraftwerk diente primär zur Netzstabilisierung und konnte auch als statischer Blindleistungskompensator und zum Schwarzstart von nicht schwarzstartfähigen Kraftwerken nach häufig auftretenden Stromausfällen in der Region verwendet werden. Die Anlage hatte eine Spitzenleistung von 14 MW, welche für eine wirksame Stabilisierung im Netz der Southern California Edison allerdings viel zu wenig war, und eine Speicherfähigkeit von 40 MWh. Die Anlage bestand aus 8.256 Bleiakkumulatoren in acht Strängen, welche auf zwei Hallen aufgeteilt waren.

### Golden Valley Electric – Fairbanks
Eine Stand 2010 in Betrieb befindliche Anlage wurde von der Golden Valley Electric in Fairbanks betrieben. Das Stromnetz in Alaska wird aufgrund der großen Entfernungen als Inselnetz ohne direkte Verbindung zu benachbarten nordamerikanischen Verbundnetzen im Rahmen der North American Electric Reliability Corporation betrieben. Das Batterie-Speicherkraftwerk mit einer Maximalleistung von 27 MW dient der Netzstabilisierung, Abdeckung von Spitzenlast und zur Blindleistungskompensation. Die Anlage wurde 2003 in Betrieb genommen und besteht aus 13.760 Nickel-Cadmium-Akkumulatoren in vier Strängen. Die NiCd-Zellen sind von Saft, die Wechselrichter von Asea Brown Boveri (ABB).

### Batterie-Speicherkraftwerk auf der Hawaii Insel Kaua’i
SolarCity eröffnete im Mai 2017 auf der Hawaii Insel Kaua’i ein Batterie-Speicherkraftwerk mit einem Speicherinhalt von 52 MWh. Dieses ist an eine 13-MW-Solaranlage angebunden und soll die Spitzenerträge am Tag in die Nacht verlagern, um so Strom am Abend und in der Nacht zu erhalten.

### Southern California Edison Projekt
Mit Stand 2/2016 das größte vertraglich abgesicherte Projekt ist mit einer Speichermenge von 400 MWh bei einer Spitzenleistung von 100 MW Batteriespeicher von Southern California Edison. Gebaut wurde der Speicher von AES Energy. Es handelt sich um einen Lithium-Ionen Akkumulator. Southern California Edison fand die Preise für Batteriespeicher vergleichbar mit anderen Stromerzeugern.

### Tesla-Speicher in Kalifornien
Tesla, Inc. installierte Ende 2016 einen Batteriespeicher für die Southern California Edison mit einer Kapazität von 80 MWh bei einer Leistung von 20 MW. Zum Einsatz kommen 400 Tesla-Powerpack-2-Module an der Trafostation Mira Loma in Kalifornien.

## Vereinigtes Königreich

### Minety
Im Juli 2021 hat das chinesische Unternehmen Sungrow ein Batterie-Speicherkraftwerk mit einer Leistung von 100 MW und einer Kapazität von 100 MWh in Betrieb genommen. Es wurden sowohl Nickel-Mangan-Kobalt- als auch Lithium-Eisenphosphat-Zellen verbaut. Das Batteriekraftwerk dient der Netzfrequenzregulierung.

### Roosecote
Ende 2018 meldete das britische Energieversorgungsunternehmen Centrica, dass ein 49-MW- und ein 24,5-MWh-Batteriekraftwerk auf dem Kohlekraftwerkgelände in Cumbria gebaut wurde. Auftragnehmer war das Berliner Unternehmen Younicos (mittlerweile Aggreko). Es soll über Frequenzregelung und Kapazitätsbereitstellung Schwankungen des Energiebedarfs ausgleichen und damit das Stromnetz stabilisieren.

### Pen y Cymoedd (Wales)
Vattenfall nahm 2018 ein Batteriekraftwerk mit 22 MW und 16,5 MWh (500 × 16 kWh) in Betrieb. Die verwendeten Batterien wurden auch im Elektroauto BMW i3 verbaut. Das Batteriekraftwerk stellt Regelleistung zur Verfügung.

### Leighton Buzzard
2014 wurde durch den britischen Stromnetzbetreiber UK Power Networks ein Batteriekraftwerk mit 6 MW und 10 MWh in Betrieb genommen. Die Batterien stammen von Samsung SDI. Das Batteriekraftwerk stellt Regelleistung zur Verfügung. Technologische Umsetzung und Batteriemanagement wurde vom Berliner Unternehmen Younicos (mittlerweile Aggreko) geliefert.